# Duece River
Der Duece River (Douce River) ist ein kleiner Fluss im Norden von Dominica im Parish Saint Andrew.

## Geographie
Der Duece River entspringt in den Niederungen, auf ca. 180 m über dem Meer, aus demselben Grundwasserleiter wie der westlich benachbarte Belibu River. Er wendet sich stärker als dieser nach Osten, passiert Fond Hodge, Coquin und verläuft dann entlang der Middle Ridge nach Norden. Kurz vor seiner Mündung in der Bucht von Calibishie in den Atlantik nimmt er noch einen kleinen Zufluss aus Savane Paille von links und Westen auf. Östlich des Quellgebiets schließt das Einzugsgebiet des Mamelabou River (Hodges River) an. Der Fluss ist ca. 3,5 km lang.
In der Bucht von Calibishie münden noch weitere namenlose Bäche. Der nächstgelegene benannte Bach im Osten ist der Salec River.